# تقييم الاحتياجات
تقييم الاحتياجات هو عملية لتحديد وتلبية الاحتياجات، أو «الفجوات»، بين الظروف الراهنة والأوضاع المطلوب الوصول إليها، وغالبا ما تستخدم لتحسين أفراد أو برامج التعليم والتدريب، والمنظمات، أو المجتمعات المحلية. ويمكن أن تكون الحاجة هي الرغبة في تحسين الأداء الحالي أو لتصحيح نقص ما. وقد استخدم تقييم الاحتياجات، كجزء من عمليات التخطيط، لفترة طويلة تحت أسماء مختلفة. أصبحت في السنوات ال 50 الماضية، عنصرا أساسيا في التخطيط التربوي. وعلى مدى العقود الأربعة الماضية، أنتشرت نماذج تقييم الاحتياجات ومنها العشرات التي يمكن الاختيار منها. [0]

## تقويم كوفمان للاحتياجات
يعتبر روجر كوفمان «أب تقييم الاحتياجات» إذ أنه وضع أول نموذج لتحديد الاحتياجات وسماه «فجوة في النتائج». [2] وذكر «النتائج» بوجه خاص في تعريفه يركز على النتائج (أو النهايات) التي هي نتيجة منتوج مؤسسة ما، أو منتج عملية ما، أو المدخلات (وسيلة لتحقيق الغايات). يقول كوفمان أنه لا يمكن تعريف الحاجة الفعلية الا بطريقة مستقلة عن اختيار حل عن سابق تصور (حيث يتم تعريف العمليات كوسيلة لتحقيق غاية، وليس كغاية بحد ذاتهم). وفقا لكوفمان فلن إجراء تقييم الاحتياجات الجودة، فيجب أولا تحديد النتائج الحالية، وتوضيح النتائج المرجوة، فتصبح المسافة بين النتيجتين هي الحاجة الفعلية. وعندما يتم تحديد الحاجة فقط نتجه لاختيار الحل الذي يسد الفجوة. على وجه الخصوص يحدد أسلوب كوفمان الفجوات في الاحتياجات على المستوى المجتمعي، ما يسمبه كوفمان ب«ميجا» التخطيط، جنبا إلى الثغرات في الماكرو (أو تنظيمية)، والمستوى الجزئي.
يحدد كوفمان بوضوح 13 احتياج على المستوى المجتمعي على جميع المنظمات أن تكون مسؤولة جزئيا عنها (استنادا إلى البيانات التي تم جمعها من مختلف بلدان العالم)، وكلها تسهم في نهاية المطاف إلى تحقيق الاكتفاء الذاتي:
1. الحرب و/ أو مكافحة الشغب و/ أو الإرهاب
2. المأوى
3. التغييرات البشرية الغير مقصودة للبيئة، بما في ذلك تدمير الدائم للبيئة أو التي تجعلها غير قابلة للتجديد
4. القتل، والاغتصاب، أو جرائم العنف، السرقة، أو تدمير الممتلكات
5. تعاطي المخدرات
6. المرض
7. التلوث
8. الجوع وسوء التغذية
9. إساءة معاملة الأطفال
10. سوء معاملة الشريك أو الزوج أو المسنين
11. الإصابات والحوادث، بما في ذلك اصابات النقل، والمنزل، والأعمال التجارية العمل
12. التمييز على أساس متغيرات غير ذات صلة بما في ذلك اللون أو العرق أو العقيدة أو الجنس أو الدين أو الأصل الوطني أو السن أو والموقع
13. الفقر

## نماذج تقييم الاحتياجات
هناك نماذج أخرى لتحديد وتقييم الاحتياجات ولعمليات تحديد وتلبية «الفجوات» بين الظروف الراهنة والأوضاع المطلوبة أو الفجوات بين والمنتجات الحالية والمطلوبة. في عام 2000، أجرى لاي وآخرون مقارنة بين نماذج رئيسية لتقييم الاحتياجات استنادا إلى مستوى التخطيط التنظيمي مبينيين الروابط بين مستويات التخطيط. واللائحة التالية تعكس النماذج المدرجة في التحليل:
- بيرتون وميريل (1991) [5]
- جيلبرت (1978) [6]
- غوردون (1994) [7]
- هانوم وهانسن (1989) [8]
- كوفمان (1992، 1998) [9]
- ماجر والأنابيب (1997) [10]
- ظلمة ويلز (1988) [11]
- نيلسون وآخرون. (1995) [12]
- أوستروف وفورد (1989) [13]
- روبنسون وروبنسون (1995) [14]
- روسيت (1987) [15]
- كازناس وروثويل (1992) [16]
- رزمللر وبراش (1990) [17]
- ويتكن الشولد (1995) [18]

## تقييم الاحتياجات التدريبية
تقييم الاحتياجات التدريبية هو تحقيق منهجي لاحتياجات التدريب المطلوبة داخل مؤسسة ما لأغراض تحديد الأولويات ولاتخاذ القرارات، ولتخصيص الموارد المحددة على نحو يتفق مع أهداف البرامج والأهداف المعينة.
فوائد تقييم الاحتياجات التدريبية هي:
- وضع احتياجات التدريب في سياق الاحتياجات التنظيمية
- التحقق من صحة أفكار المسؤولين حول احتياجات التدريب وتطيرها
- ألتأكد من أن تصميم التدريب هو للاستجابة للحاجة
- بعين الأمور الأخرى، أي الغير تدريبية، التي تؤثر على الأداء
- يضمن استدامة التدريب
- يضع أسس التقييم لما بعد التدريب

## تقييم احتياجات المجتمع
وضع غوبتا وآخرون نموذج تقييم احتياجات المجتمع سموه «تحليل احتياجات المجتمع». ينطوي نموذجهم على تحديد المشاكل المادية والعجز ونقاط الضعف والمزايا والفرص والقوة وتقييم الحلول الممكنة التي تأخذ تلك الصفاتبعين الاعتبار. (ملاحظة هذا يختلف عن نموذج كوفمان التي تركز على تحديد الاحتياجات على المستوى المجتمعي).
تقييم احتياجات المجتمع يشمل تقييم الاحتياجات الناس الذين يقيمون بها:
1. بيئة مستدامة
2. مجتمع يحافظ وبطور الرأس المال الاجتماعي
3. طريقة تلبي متطلباتهم المالية والاقتصادية
4. طريقة تسمح بالمشاركة السياسية لاتخاذ القرارات التي تؤثر عليهم

بالتالي، يشكل تقييم احتياجات المجتمع جزءا من أسلوب تنمية الجماعة الاقتصادية المستدامة بيئيا (ESCED). وهي الخطوة الأولى في مشروع يهدف إلى تأمين:
1. تعزيز الإيكولوجية: تقليل الآثار البيئية أو تخفيف أي أضرار بيئية
2. الحيوية الاجتماعية: بناء المجتمع الذي يلبي جميع الاحتياجات الاجتماعية والبشرية لأعضائها
3. المرونة الاقتصادية: تشجيع الأعمال المحلية الخضراء إلى أقصى حد ممكن
4. سبل المشاركة السياسية في التي تكفل مشاركة الناس في القرارات السياسية التي تؤثر عليهم

لتقييم احتياجات المجتمع فوائد خاصة في مشاريع التعلم ولضمان تحقيق الأهداف الخضراء للمنظمات:
- العدالة الاجتماعية
- الديمقراطية التشاركية
- اللاعنف وحل النزاعات
- التنمية المستدامة بيئيا